# 天蝎宫
天蠍宮是占星术黃道十二宮之第八宮，指的是出生日期為霜降後至小雪前，約為每年10/24~11/22。天文學原對應的星座是天蠍座，在希臘傳統指蠍子，故而得名。每年10月23日之後太陽到這一宮，那時節氣是霜降。天蠍宮的附庸星（也門占星學）為天王星，代表天王星的自轉軸傾斜98°。而在密宗占星學中，天蠍宮的神秘守護星為火星，層次守護星為水星。

## 符號及象徵

天蠍座的天文符号

天蠍宮符號為♏，代表蝎子的腳及尾部毒針或男性的外生殖器。天蠍宮的守護星為婚神星及冥王星，代表色為深红色，亦代表人的性器官及成年時期（後期），特別與性有關。天王星、灶神星是天蠍宮的擢升守護星。
天蠍宮與巨蟹宮及雙魚宮都屬於占星學中依照亞里士多德時期認為構成宇宙的四元素說的四分類法中的水象星座，意象為地下水；是占星學中三分類法，本位、固定、變動中的固定星座；是占星學中二分類法，陽、陰中的陰性星座。

### 符號編碼
天蠍宮符號編碼記載於雜項符號。
- U+264F ♏ SCORPIUS